# 奇蹟 (小説)
『奇蹟』（きせき）は、1989年に出版された日本の小説家・中上健次による長編小説。『朝日ジャーナル』に1987年から1988年にかけて連載され、1989年4月、朝日新聞社より単行本が刊行された。1994年2月、朝日文芸文庫より文庫版が刊行された。現在は河出書房新社より文庫版が出版されている。
- 「中本の一統」が描かれた『千年の愉楽』と地続きの物語である。
- 『岬』から始まる、通称「秋幸三部作」の主人公秋幸の異父兄郁男は、本作ではイクオとして登場し、彼が自死に至る様子が悲嘆に満ちた調子で描かれる。(作中の「イクオ外伝」)
- 作者自らが述べるように語り物文芸の調子を取りいれている文体に特徴がある。[1]

## あらすじ
かつて和歌山県新宮市の「路地」で極道の三朋輩の一人として土地を取り仕切っていたヤクザ、トモノオジは、現在はアルコール中毒に冒され三輪崎の精神病院に収容されている。
そこに若い衆が訪れ、トモノオジがかつて権勢を誇っていた頃に後見していたヤクザ、中本タイチが殺害されダムで簀巻きになって発見されたことを伝える。
悲嘆に暮れるトモノオジは、アルコール中毒の幻想の中で、「路地」に生きた全ての者の生き死にを記憶している、既に死んでいるはずの産婆オリュウノオバを幻視する。中毒の幻想から時折クエに変貌するトモノオジと、オリュウノオバが、タイチの極道の一生を回想していく。
戦後の新宮の繁華街や闇市は、シャモのトモキ（トモノオジ）、オオワシのヒデ、イバラの留（浜村龍造）の三朋輩が取り仕切っていたが、次の世代にあたるカドタのマサル、ヒガシのキーやんも事務所を構え勢力を増していく。
オオワシのヒデが、カドタのマサルの若い衆によって刺殺されると勢力図が大きく変わっていく。歌舞音曲にうつつを抜かす中本の一統の中では例外的に「闘いの性」が刻まれた十代のタイチは、その中で極道として頭角をあらわしていく。
朝来の出で三朋輩の自称子分で少年時のタイチとつるんでいたスガタニのトシが大阪で組を構えると、カドタのマサルはスガタニ組の傘下にはいり、タイチはカドタの若頭におさまる。
タイチは「朋友会」を従えて権勢を誇るも、カドタのマサルとの関係は一枚岩とは言えない。「路地」の中のものらにも中本の一統への反目があり、タイチは大下の一統の若衆にドスで刺され命を失いかける。
逃亡したタイチは三年ほど浜松の組に軟禁され小指を詰めて「路地」に戻ってくる。しかし最終的にはヤクザの勢力争いの中で何者かに魂を取られて、簀巻きにされてダムに捨てられる。
復讐を誓い、犯人を探しているタイチの弟のミツルらに、アルコール中毒の幻想から正気にもどったトモノオジが武器の調達を指示するところで物語は終わる。

## 主要登場人物
中本タイチ
主人公のヤクザ。殺害され、ダムで簀巻きになって発見された。彼の一生が本作において語られる。
中本イクオ
タイチの朋輩。アルコール中毒の果てに自殺する。
トモノオジ
タイチの後見人だったヤクザ。現在は精神病院に収容されている。本作の語り手。
オリュウノオバ
「路地」に住まう全ての者の生き死にを全て記憶している産婆。トモノオジの幻覚の中に現れる。本作の語り手ともなる。

## 評価
中上健次の後期の傑作とされている。

## 逸話
『朝日ジャーナル』への連載が決まり、編集者と打ち合わせをした当初は、東京、ソウル、ニューヨーク、ベルリンと世界をかけ巡る冒険物として話が進んでいたが、中上の幼馴染のヤクザが現実に暴力団の抗争で死んだことを受け、実際に書かれた内容に切り替わったという。

## 出版
- 『奇蹟』(河出文庫)